# Hear It Is
Hear It Is é o álbum de estréia da banda The Flaming Lips, lançado em 1986.
| Críticas profissionais                                                      | Críticas profissionais |
| Avaliações da crítica                                                       | Avaliações da crítica  |
| Fonte                                                                       | Avaliação              |
| --------------------------------------------------------------------------- | ---------------------- |
| Allmusic                                                                    | [ 2 ]                  |
| Esta tabela precisa de ser acompanhada por texto em prosa. Consulte o guia. |                        |

## Faixas
1. "With You" – 3:39
2. "Unplugged" – 2:14
3. "Trains, Brains & Rain" – 3:39
4. "Jesus Shootin' Heroin" – 7:21
5. "Just Like Before" – 3:22
6. "She Is Death" – 4:04
7. "Charlie Manson Blues" – 4:22
8. "Man from Pakistan" – 3:59
9. "Godzilla Flick" – 4:05
10. "Staring at Sound/With You (Reprise)" – 5:08